# Hippolyte Boutin
Pour les personnes ayant le même patronyme, voir Boutin.
Jean Baptiste Hippolyte Boutin, né le 25 juin 1851 à La Bruffière en Vendée et mort le 3 mai 1901 à Saint-Étienne-du-Bois (Vendée), est un prêtre catholique, auteur d'ouvrages de piété et d'histoire locale.

## Éléments biographiques
De famille vendéenne, il est le frère du chanoine Paul Boutin. 
L'abbé Hippolyte Boutin crée et édite des cantiques religieux, dont le cantique à la Vierge Marie Laudate Mariam, signalé en 1901 comme « connu dans la France entière ». Il écrit aussi d'autres ouvrages de piété populaire, et de nombreuses monographies d'histoire locale vendéenne. Il collabore à la collection Paysages et monuments du Poitou.
Il est le directeur des archives paroissiales du diocèse de Luçon à la fin du XIXe siècle. 
Sa sépulture est visible au cimetière de La Bruffière (pierre tombale en pierre sculptée).

## Œuvres
L'abbé Hippolyte Boutin est l'auteur des œuvres suivantes, classées par ordre de première publication connue :
- Petites Fleurs de Juin, ou Nouveau choix de cantiques au Sacré-Cœur, 1881 ; rééd. 1888 et 1890.
- Chants populaires en l'honneur du bienheureux L.-M. Grignon de Montfort, 1888.
- « Les Essarts (Vendée) » et autres articles sur la Vendée, dans : Paysages et monuments du Poitou, tomes XII et XIII, 1888-1894.
- De l'abus du celticisme : la Chapelle-Hermier et Notre-Dame du Garreau, 1890.
- Palluayu et les Clérembault, 1891.
- Œuvres poétiques de M. l'abbé Gonet, publiées par H. Boutin, 1892.
- Légendes des saints du propre de l'église de Luçon, traduites du texte latin du bréviaire et annotées, 1892.
- L'abbé Ténèbre et la chapelle de Notre-Dame des Martyrs du Bas-Poitou à la Tullévrière, paroisse de Saint-Étienne-du-Bois, 1892.
- Histoire populaire illustrée du bienheureux Louis-Marie Grignon de Montfort, 1893.
- Souvenirs de la Révolution dans la paroisse du Château-d'Olonne (Vendée), 1894 ; rééd. 1895.
- La Vendée qui s'en va. Le château d'Aspremont (avec O. de Rochebrune), 1898.
- Les Ursulines cloîtrées de Luçon au XVIIe siècle (d'après leur correspondance), 1900.
- Les Vieilles Chansons de chez nous. La complainte du sire de Péroux et de son ché l'Abri, 1900.

## Bibliographique
- Notice nécrologique sur l'abbé Hippolyte Boutin, 1904 (publiée auparavant dans la Revue du Bas-Poitou).
- Consécration de l'église de La Bruffière, le 29 septembre 1920, Luçon, imprimerie Bideaux, 1921.